# Alexandru Dincă
Pour les articles homonymes, voir Dincă.
Alexandru Dincă, né le 18 décembre 1945 à Bucarest et mort le 30 avril 2012, est un ancien handballeur roumain évoluant au poste de gardien de but.

## Carrière
Avec la Roumanie, Alexandru Dincă obtient une médaille de bronze aux Jeux olympiques de 1972 de Munich. Il remporte également le titre mondial en 1970 et en 1974, ainsi que le bronze en 1967.
En club, il a débuté comme junior au Știința Bucarest en 1962. Après un cours passage au Rapid Bucarest, il rejoint en 1964 le Steaua Bucarest où il remporte de nombreux titres nationaux et, comme apogée, la Coupe des clubs champions 1967-1968.